# مارتن إلميغر
مارتن إلميغر (بالإنجليزية: Martin Elmiger)‏ مواليد 23 سبتمبر 1978 في سويسرا، هو دراج سويسري في صنف سباق الدراجات على الطريق. شارك في دورة الألعاب الأولمبية الصيفية.

## سباقات أو مراحل فاز بها
| التاريخ        | السباق                                                         | المركز                  |
| -------------- | -------------------------------------------------------------- | ----------------------- |
| 01 يناير 2001  | Tour du Schynberg 2001                                         |                         |
| 01 يوليو 2001  | 2001 Switzerland National Road Cycling Championships - Men RR  | الفائز في التصنيف العام |
| 01 يناير 2002  | سيركويتو دي جيتكسو 2002                                        | الفائز في التصنيف العام |
| 05 مايو 2002   | 2002 طواف روماندي                                              | الخامس في تصنيف النقاط  |
| 01 سبتمبر 2002 | 2002 Boucles de l'Aulne                                        | الرابع في التصنيف العام |
| 01 يناير 2003  | 2003 Gran Premio Bruno Beghelli                                |                         |
| 01 يناير 2003  | سيركويتو دي جيتكسو 2003                                        |                         |
| 04 مايو 2003   | طواف روماندي 2003                                              | التاسع في تصنيف النقاط  |
| 15 يونيو 2003  | غروسر برايس ديس كانتونس أرجو 2003                              | الفائز في التصنيف العام |
| 08 أبريل 2004  | 2004 Grand Prix Pino Cerami                                    |                         |
| 20 يونيو 2004  | طواف سويسرا 2004                                               | الخامس في تصنيف الجبال  |
| 29 أغسطس 2004  | غروسر برايس ديس كانتونس أرجو 2004                              |                         |
| 24 يونيو 2005  | 2005 Switzerland National Road Cycling Championships - Men ITT |                         |
| 26 يونيو 2005  | 2005 Switzerland National Road Cycling Championships - Men RR  | الفائز في التصنيف العام |
| 05 فبراير 2006 | 2006 Trofeo Mallorca                                           |                         |
| 01 يناير 2007  | Tour de la Somme 2007                                          |                         |
| 21 يناير 2007  | داون أندر 2007                                                 | الفائز في التصنيف العام |
| 23 سبتمبر 2007 | جراند بريكس دي إسبيرجوس 2007                                   | الفائز في التصنيف العام |
| 18 مايو 2008   | Tour de Picardie 2008                                          |                         |
| 08 يونيو 2008  | 2008 غروسر برايس ديس كانتونس أرجو                              |                         |
| 29 يونيو 2008  | 2008 Switzerland National Road Cycling Championships - Men RR  |                         |
| 01 يناير 2010  | 2010 Grand Prix de la Somme                                    | الفائز في التصنيف العام |
| 09 مايو 2010   | أربعة أيام من دونكيرك 2010                                     | الفائز في التصنيف العام |
| 23 يونيو 2010  | 2010 Switzerland National Road Cycling Championships - Men ITT |                         |
| 27 يونيو 2010  | 2010 Switzerland National Road Cycling Championships - Men RR  | الفائز في التصنيف العام |
| 27 أغسطس 2010  | تور دو بويتو-شارنتيس 2010                                      |                         |
| 20 يونيو 2012  | 2012 Switzerland National Road Cycling Championships - Men ITT |                         |
| 20 يونيو 2012  | 2012 Switzerland National Road Cycling Championships - Men ITT |                         |
| 01 يناير 2013  | طواف بريطانيا 2013                                             |                         |
| 19 يونيو 2013  | 2013 Switzerland National Road Cycling Championships - Men ITT |                         |
| 23 يونيو 2013  | 2013 Switzerland National Road Cycling Championships - Men RR  |                         |
| 23 أغسطس 2013  | طواف ليموزين 2013                                              | الفائز في التصنيف العام |
| 29 يونيو 2014  | 2014 Switzerland National Road Cycling Championships - Men RR  | الفائز في التصنيف العام |

## وصلات خارجية
- الموقع الرسمي

## روابط خارجية
- مارتن إلميغر على موقع الاتحاد الدولي للدراجات (الإنجليزية)
- مارتن إلميغر على موقع أرشيف الدراجات (الإنجليزية)
- مارتن إلميغر على موقع إحصائيات الدراجات الإحترافية (الإنجليزية)
- مارتن إلميغر على موقع نسبة الدراجات (الإنجليزية)
- مارتن إلميغر على موقع CycleBase (الإنجليزية)
- مارتن إلميغر على موقع اللجنة الأولمبية الدولية (الإنجليزية)
- مارتن إلميغر على موقع أوليمبيديا (الإنجليزية)